# Théodore Philès
Théodore Philès (en grec : Θεόδωρος Φιλῆς) est un noble byzantin et le gouverneur de Thessalonique au milieu du XIIIe siècle.

## Biographie
Théodore est le premier membre important de la famille des Philès. Il est nommé gouverneur de Thessalonique par l'empereur de Nicée Jean III Vatatzès, entre 1248 et 1252. Il remplace alors Andronic Paléologue, qui vient de décéder. Ce poste, apparemment désigné sous le titre de préteur (praetor), lui confère d'importantes prérogatives. Il a des responsabilités militaires, fiscales et judiciaires sur les terres et les villes de Macédoine détenues par l'Empire de Nicée.
Alors qu'il est gouverneur, il offense l'héritier Théodore II Lascaris qui devient son ennemi juré. Quand ce dernier arrive sur le trône en 1254, Théodore Philès et un autre grand aristocrate, Constantin Stratégopoulos, sont aveuglés sur les ordres de l'empereur, qui les accuse de crime de lèse-majesté,. C'est l'historien Georges Acropolite qui lui succède comme gouverneur de Thessalonique.
Par la suite, Théodore Philès et sa famille soutiennent l'opposition aristocratique menée par Michel Paléologue. Après la mort de Théodore II en 1258, il le soutient dans son ambition impériale qui l'oppose au régent Georges Muzalon,. En 1259, Michel Paléologue est devenu empereur et envoie Théodore Philès en mission diplomatique auprès de Michel II Doukas, le despote d'Epire. Toutefois, il ne parvient pas à convaincre Michel II Doukas de soutenir Michel VIII, probablement en raison de l'arrogance de celui-ci.
Théodore Philès a un fils, Alexis Philès, qui devient grand domestique,.